# Солодилина, Людмила Яковлевна
Солодилина Людмила Яковлевна (1955) — председатель Комитета по таолу Международной федерации кунгфу (ІКFF), президент Федерации кунгфу Украины, Заслуженный тренер Украины, Мастер спорта Украины международного класса, главный тренер сборных команд Украины по кунгфу, судья Международной категории, многократная чемпионка мира и Европы по традиционному ушу и кунгфу, 8 дан кунгфу (EKF), 5 дан ушу (CWA) и 5 дан куошу (ICKF).

## Жизнеописание
Родилась в 1955 году в Киеве. В 1979 году окончила Киевский государственный педагогический институт им. М. Горького и в 1989 году окончила Киевский государственный институт физической культуры и спорта.
В 1988 году Солодилина Л. Я. инициирует признание ушу как вида спорта в Украине. В 1989 году ушу признан в Украине как официальный вид спорта.
В 1994 году Солодилина Л. Я. было присвоено звание «Заслуженный тренер Украины».
В 1995 году Солодилиной Л. Я. было присвоено звание «Мастер спорта Украины международного класса».
С 1997 года работает директором ДЮСШ «Сузіря».
С 2001 по 2010 годы Солодилина Л. Я. лично неоднократно завоевывала звание обладателя Кубка мира по традиционным ушу/гунфу; в частности, в 2006 году стала двукратной чемпионкой мира по тайцзицюань и сянсінцюань (Чжэнчжоу, КНР). На соревнованиях 2009—2011 годах в Гонконге (КНР) неоднократно занимала первые места в личном зачете.
В 2009—2015 годах завоевывала звание многократного чемпиона мира по кунгфу.
В 2014 и 2016 годах на чемпионатах и кубках мира по тайцзицюань — WTCCF, в Тайбэе (Тайвань) стала многократной чемпионкой мира по тайцзицюань, тайцзицзєнь и в стилях с разными видами оружия.
В 2010 году Солодилина Л. Я. инициирует признание кунгфу как вида спорта в Украине. В 2012 году кунгфу признан в Украине как официальный вид спорта, а Федерация кунгфу Украины получает статус «национальной».
Солодилина Л. Я.  — является одним из лучших тренеров Европы и мира. Команда возглавляемая ею неоднократно побеждала в чемпионатах и кубках Европы и мира. За эти годы ею создано эксклюзивные методические разработки, изданные печатные издания и статьи.